# Trigonopsis cyclocephala
Trigonopsis cyclocephala är en biart som beskrevs av Frederick Smith 1873.
Trigonopsis cyclocephala ingår i släktet Trigonopsis och familjen grävsteklar. Inga underarter finns listade i Catalogue of Life.